# Albert Kahn
Albert Kahn, właśc. Abraham Kahn (ur. 3 marca 1860 w Marmoutier, zm. 14 listopada 1940 w Boulogne-Billancourt) – francuski bankier i filantrop. Pod nazwą Archiwum Planety zgromadził istotną kolekcję ikonograficzną, w skład której wchodzą autochromy (kolorowe fotografie wykonywane na szklanej płytce) i czarno-białe filmy. Jest to najważniejszy na świecie zbiór autochromów, znajdujący się w Muzeum im. Alberta Kahna w Boulogne-Billancourt.

## Paryskie życie po młodości spędzonej w Alzacji
Albert Kahn przychodzi na świat jako syn Louisa Kahna, alzackiego Żyda z Marmoutier zajmującego się handlem bydła. Ma czworo starszego rodzeństwa. W 1870 traci matkę, Babette Bloch. Jego rodzina, nawet jeśli nie należy do miejskiej burżuazji handlowej, nie należy też do najbiedniejszych – posiada znaczny majątek ruchomy i nieruchomy.
Jak wielu Alzatczyków nie mogących porzucić majątku ziemskiego, Louis Kahn po zawarciu pokoju frankfurckiego w 1871 nie wybiera Francji, lecz wraz z dziećmi przyjmuje obywatelstwo niemieckie. 20 listopada 1876 Abraham otrzymuje od Niemiec pozwolenie na emigrację do Francji. Zmiana biblijnego imienia na jego francuski odpowiednik, Albert, ma się prawdopodobnie dokonać w tym okresie.
Po przybyciu do Paryża Albert Kahn pracuje przez jakiś czas u producenta odzieży przy ulicy Faubourg-Montmartre, następnie udaje mu się zdobyć pracę w banku braci Goudchaux. Zarabiając na życie, wznawia przerwaną edukację, po czym rozpoczyna studia, w trakcie których korzysta z pomocy Henriego Bergsona, wówczas studenta École normale supérieure. Znajomość tę będą kontynuować do końca życia. W 1881 Kahn uzyskuje bakalaureat w dziedzinie literatury, kilka lat później w dziedzinie nauk ścisłych, a następnie otrzymuje tytuł licencjata prawa. 30 czerwca 1885 zostaje mu przywrócone dekretem obywatelstwo francuskie.
Jako pełnomocnik spółki Goudchaux & Cie w latach 1889-1893 Kahn zdobywa fortunę na spekulacjach giełdowych, inwestując w transwalskie kopalnie złota i diamentów. 29 grudnia 1891 staje się głównym udziałowcem banku Goudchaux & Cie, a 2 maja 1898 zakłada własną placówkę bankową. Terenem jego inwestycji staje się w tym momencie Daleki Wschód, szczególnie Japonia, gdzie zaciąga liczne pożyczki, które pod koniec XIX wieku składają się na jego fortunę. To wtedy nawiązuje bliski kontakt z Ichirō Motono, ambasadorem Japonii w Paryżu, a nawet z rodziną cesarską, którą będzie później gościł w swoich posiadłościach.

## Ogrody świata
W 1892 Kahn wynajmuje rezydencję w Boulogne-sur-Seine (Boulogne-Billancourt). W 1895 kupuje tę nieruchomość wraz z czterema działkami i rozpoczyna tworzenie ogrodu. Do roku 1910 nabywa kolejno domy i ziemie sąsiadujące z jego posiadłością, aż staje się właścicielem obszaru o powierzchni czterech hektarów. W trosce o dialog między narodami i kulturami urządza typowy dla ogrodnictwa XIX wieku „ogród scen”, gdzie każda „scena” stanowi realizację innego stylu ogrodowego. Niewiele ogrodów tego rodzaju istnieje do dziś.
Albert Kahn zwraca się do słynnego architekta krajobrazu, Achille’a Duchêne’a, z prośbą o zaprojektowanie ogrodu francuskiego, który tworzy swego rodzaju zielony salon przed szklarniami ogrodu zimowego. Jest to ogród centralny graniczący od wschodu z ogrodem angielskim. Od strony południowej Kahn zakłada ogród japoński taki jak ten stworzony przez japońskiego ogrodnika Hattę w ogrodzie zamkowym słynnego sąsiada bankiera, Edmonda de Rothschilda. Na północy kompleksu Kahn kazał zasadzić trzy „gaje ozdobne”, struktury nietypowe dla sztuki ogrodnictwa: „las niebieski”, „las złocisty” i las imitujący lasy z Wogezów jako wspomnienie dzieciństwa.
Kompleks symbolizuje pokój na świecie, którego Albert Kahn tak bardzo pragnął. Przez kolejne dwadzieścia lat ogród przemierzają liczni dostojni goście, a wśród nich, w pierwszej kolejności, Henri Bergson, artyści (Auguste Rodin, Colette, Manuel de Falla, Anatole France, Anna de Noailles, Thomas Mann, Rabindranath Tagore), przedsiębiorcy przemysłowi (Marcel Dassault, Antoine Lumière, André Michelin), naukowcy (Jean Perrin, Jagadis Chandra Bose, Paul Appell), czy feministki (Adrienne Avril de Sainte-Croix).

## Granty na podróże
W 1896 Albert Kahn wyrusza w podróż do Japonii, w trakcie której spotyka byłego ambasadora Japonii we Francji, Ichirō Motono, oraz Shigenobu Ōkuma, który na przestrzeni lat sprawował różne funkcje w Rządzie Japonii. To właśnie ta podróż zainspirowała Kahna do stworzenia ogrodu japońskiego na terenie swojej posiadłości.
W 1898 bankier podejmuje pierwszą działalność filantropijną: przyznaje granty na podróże pod hasłem „Dookoła świata” („Autour du Monde”). Finansuje młodym nauczycielom i nauczycielkom ponadroczne podróże do innych krajów. Poznanie świata w sposób bezpośredni ma im pozwolić rozwinąć umiejętności i wzbogacić ich przyszłą pracę zawodową. Od 1906 o stypendia mogą starać się również młodzi absolwenci studiów z Japonii, Niemiec, Zjednoczonego Królestwa, Stanów Zjednoczonych i Rosji. Częste spotkania stypendystów w ramach stowarzyszenia Dookoła Świata odbywają się w posiadłości Alberta Kahna. Bankier będzie podejmował się kolejnych projektów filantropijnych tak długo jak będą mu na to pozwalały środki.

## Archiwum Planety
13 listopada 1908 Albert Kahn wyrusza w długą podróż do Chin i Japonii przez Stany Zjednoczone, przy czym nakłania swojego kierowcę i mechanika, Alfreda Dutertre’a, inżyniera z wykształcenia, do zrobienia ponad 4000 stereogramów i ujęć filmowych dokumentujących jego „podróż dookoła świata”. Kilka miesięcy po powrocie, w 1909, ponownie wyjeżdża, tym razem do Ameryki Południowej, gdzie zwiedza Urugwaj, Argentynę i Brazylię wraz z pierwszym profesjonalnym fotografem zaangażowanym w projekt, Augustem Léonem, który podobnie jak Duterte robi zdjęcia stereoskopowe w czerni i bieli, a także eksperymentuje z tworzeniem autochromów na szklanych płytkach o wymiarach  9 x 12 cm. Następnie Kahn angażuje kolejnych profesjonalistów, których rozsyła zarówno po Francji jak i po świecie, aby wykonywali kolorowe autochromy i nagrywali filmy,  dokumentując „aspekty ludzkiej działalności, praktyki i zwyczaje, których definitywny zanik jest już tylko kwestią czasu”. Największym dorobkiem w tej kwestii mogą się pochwalić między innymi lubiący wyzwania Stéphane Passet, Frédéric Gadmer, Lucien Le Saint, Paul Castelnau, czy Roger Dumas. Począwszy od roku 1912 zespołem kieruje geograf Jean Brunhes, który uczestniczy w niektórych misjach. W latach 1909–1931 na terenie blisko 60 krajów powstaje około 72 000 autochromów i około stu godzin filmów. Liczni goście odwiedzający ogrody Alberta Kahna również są filmowani i uwieczniani na autochromach. Zdjęcia te stanowią jedyne kolorowe portrety znanych osobistości z czasów międzywojennych. W Archiwum Planety zgromadzona jest ikonograficzna część ogromnego projektu dokumentalnego, jakiego celem jest dokładniejsze poznanie innych narodów, które ma doprowadzić do większej zgody między nimi i dzięki temu zapobiec krwawym konfliktom. Zresztą w tym właśnie celu obrazy są wyświetlane na uczelniach oraz pokazywane pochodzącym z całego świata, często dostojnym, gościom Alberta Kahna.

## Pacyfizm
Zaprzyjaźniony z Niemcami, jednak naznaczony wojną francusko-pruską, Albert Kahn angażuje się w dialog międzynarodowy i walczy o pokój.
Dotknięty tragedią Pierwszej wojny światowej tworzy wraz z Paulem Appellem narodowe dzieło pomocy ludności cywilnej Secours national. Przy udziale fotografów pokrywa liczne szkody wyrządzone przez wojnę.
Po zakończeniu wojny nieustannie wspiera na liczne sposoby kolejne inicjatywy pokojowe.
W swoich ogrodach w Boulogne przyjmuje licznych dyplomatów, w szczególności uczestników Konferencji pokojowej w Paryżu (1919-1920).
Przed wojną nawiązuje trwałą przyjaźń z ambasadorem Wilhelmem von Schoenem i jego rodziną. Relację tę utrzymuje również po wojnie.

## Kryzys w latach 30 XX w.
Wielki kryzys ekonomiczny w latach 30 XX w. kładzie kres działalności bankowej, a tym samym filantropijnej Alberta Kahna, który w latach 1932-1934 kilka razy doświadcza konfiskaty majątku. Ostatnie granty na podróże zostają przyznane w roku 1930. Projekt Archiwum Planety oficjalnie dobiega końca w 1931, chociaż ostatni reportaż zrealizowany zostaje w Paryżu w roku 1932, a goście portretowani są aż do roku 1935.
Pod naciskiem przyjaciół i za poparciem politycznym Kahn odsprzedaje w 1936 ogrody i kolekcje zdjęć departamentowi Seine, który pozostawia zrujnowanemu filantropowi jedynie prawo własności domu.
Albert Kahn umiera w swojej posiadłości w Boulogne niedługo po klęsce Francji w 1940.

## Po śmierci Alberta Kahna
W czasie okupacji niemieckiej zbiory obrazów nie są obiektem zainteresowania okupanta. Skonfiskowane zostaje jedynie archiwum stowarzyszenia Dookoła Świata jako organizacji pacyfistycznej. Zostanie ono zwrócone w 2001 roku.
W 1986 ogrody i kolekcje uzyskują status Musée de France (Muzeum Francji).
W 1990 na terenie posiadłości zostaje otwarta wystawa obejmująca powierzchnię 650 m².